# Corinna javuyae
Corinna javuyae là một loài nhện trong họ Corinnidae.
Loài này thuộc chi Corinna. Corinna javuyae được Alexander Petrunkevitch miêu tả năm 1930.